# 盧奕基
盧奕基，PDSM（1953年—），前任香港保安局政治助理。

## 簡歷
盧奕基取得亞洲(澳門)國際公開大學的工商管理碩士，並獲英國劍橋大學應用犯罪學及警務碩士。
盧奕基於1976年加入香港警察隊，任職見習督察。至2008年2月退休前，其職級為是警務處助理處長，西九龍總區指揮官。